# 필라델피아 미술관

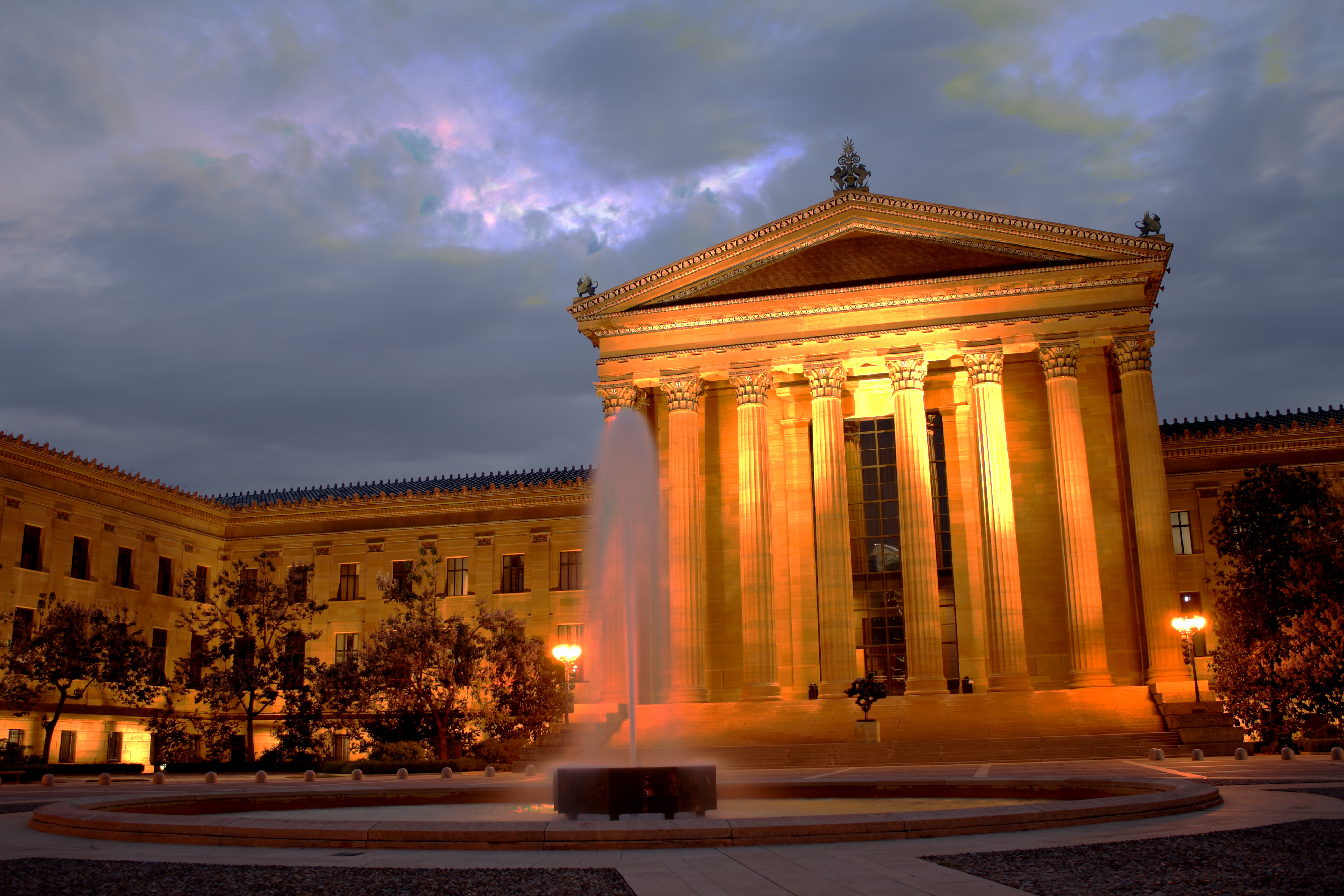
필라델피아 미술관

필라델피아 미술관(Philadelphia Museum of Art)은 펜실베이니아주 필라델피아에 위치한 미술관이다. 미국에서 가장 큰 미술관 중 하나이다.

## 같이 보기
- 펜실베이니아 미술아카데미